# Horné Obdokovce
Horné Obdokovce jsou obec v okrese Topoľčany v Nitranském kraji na západním Slovensku. Žije zde přibližně 1 500 obyvatel. Od roku 1976 je součástí obce vesnice Obsolovce.

## Geografie

### Poloha
Obec leží uprostřed Nitranské pahorkatiny, středem obce protéká Perkovský potok. Odlesněná pahorkatina členěná úvaly leží v nadmořské výšce v rozmezí 165–253 m, střed obce je ve výšce 167 m n. m. Území je tvořeno terciérními usazeninami, které jsou pokryté spraší. Půdním typ zastupuje hnědozem.

### Využití půdy
Celková rozloha obce je 22,9028 km², z toho v roce 2020 připadalo 87 % na zemědělskou půdu. Využití půdy (2020): 80 % orná půda, 2 % zahrady a 4,6 % ovocné sady. V roce 2023 připadalo 1981,55 ha na zemědělskou půdu, z toho 1822,23 ha byla orná půda, 49,84 ha zahrady, 105,28 ha ovocné sady a 4,16 ha byly travnaté plochy.

### Sousední obce
Sousedními obcemi:
|               | Lužany, Hajná Nová Ves, Horné Štitáre, Urmince |                                        |
| Veľké Ripňany |                                                | Ludanice, Dvorany nad Nitrou, Kamanová |
|               | Malé Ripňany, Čermany                          |                                        |

## Místní části
- Bodok
- Obsolovce
- Dolina[7]

## Historie

### Historie Horných Obdokovců
Nejstarší pravěké osídlení v bezprostředním okolí obce je z mladší doby kamenné (neolitu). První písemná zmínka o obci pochází z roku 1283.

### Historie Obsolovců
První písemná zmínka o Obsolovcích pochází z roku 1156, kdy byla obec zmíněna jako ullis Poscolou, v roce 1290 byla obec zmíněna jako Pozalay.

## Pamětihodnosti
- zámeček s parkem z 2. čtvrtiny 17. století, upravený neoklasicisticky[9]
- římskokatolický kostel Panny Marie Nanebevzaté z roku 1804
- kaple Panny Marie Karmelské z roku 1770
- památkově chráněná socha Zmučeného Krista (z roku 1654)[10]
- památkově chráněné mauzoleum rodiny Stummerů (kaple Panny Marie Pomocnice)[11]